# Gauche Indépendante
Gauche Indépendante, Nederlands: Onafhankelijk Links, was de naam van een parlementaire groepering tijdens de nadagen van de Derde Franse Republiek. Het werd door de volgende kleine linkse en centrumlinkse formaties gevormd:
- Ligue de la Jeune République
- Parti Radical-Socialiste Camille Pelletan
- Parti Social-National
- Parti d'Unité Prolétarienne
- Parti Frontiste
- voormalige leden van de Parti Républicain-Socialiste, die geen lid van de Union Socialiste Républicaine waren geworden
- onafhankelijken

Gauche Indépendante steunde na de parlementsverkiezingen van 1936, die door het linkse Volksfront werden gewonnen, de regering van Léon Blum.